# Mercedes-Benz Sprinter Travel
De Mercedes-Benz Sprinter Travel is een midibustype van het Duitse automobielconcern Mercedes-Benz/EvoBus. De Sprinter Travel is in productie vanaf 1995 en had als doel om een moderne minibus voor de touringcarvervoer te worden.

## Eigenschappen
| Typeaanduiding                | Sprinter Travel 45            | Sprinter Travel 55            | Sprinter Travel 65            |
| ----------------------------- | ----------------------------- | ----------------------------- | ----------------------------- |
| Bouwjaren                     | 1995–heden                    | 1995–heden                    | 1995-heden                    |
| Totale lengte                 | 7 345 mm                      | 7 665 mm                      | 7 700 mm                      |
| Totale breedte                | 1 993 mm                      | 1 993 mm                      | 1 993 mm                      |
| Totale hoogte (incl. dakunit) | 2 790 mm                      | 2 790 mm                      | 2 845 mm                      |
| Totale hoogte (excl. dakunit) | 2 820 mm                      | 2 820 mm                      | 2 875 mm                      |
| Wielbasis                     | 4 325 mm                      | 4 325 mm                      | 4 325 mm                      |
| Vooroverbouw                  | 1 004 mm                      | 1 004 mm                      | 1 004 mm                      |
| Achteroverbouw                | 2 015 mm                      | 2 335 mm                      | 2 370 mm                      |
| Draaicirkel                   | 15 600 mm                     | 15 600 mm                     | 15 600 mm                     |
| Stahoogte voor                | 2 240 mm                      | 2 280 mm                      | 2 280 mm                      |
| Stahoogte achter              | 1 910 mm                      | 1 910 mm                      | 1 910 mm                      |
| Motor optie 1                 | Euro V/EEV MB OM 651 DE 22 LA | Euro V/EEV MB OM 651 DE 22 LA | Euro V/EEV MB OM 651 DE 22 LA |
| Vermogen                      | 95 kW                         | 95 kW                         | 120 kW                        |
| Motor optie 2                 | Euro V/EEV MB OM 651 DE 22 LA | Euro V/EEV MB OM 651 DE 22 LA | Euro V/EEV MB OM 642 DE 30 LA |
| Vermogen                      | 120 kW                        | 120 kW                        | 140 kW                        |
| Motor optie 3                 | Euro V/EEV MB OM 642 DE 30 LA | Euro V/EEV MB OM 642 DE 30 LA | -                             |
| Vermogen                      | 140 kW                        | 140 kW                        | -                             |
| Volume bagageruimte           | 1,45 m³                       | 1,95 m³                       | 2,0 m³                        |
| Aantal zitplaatsen            | 16 + 1                        | 19 + 1                        | 17 + 1                        |

## Inzet
De Sprinter Travel komt voor in verschillende landen. De bussen komen onder andere voor in Duitsland en Frankrijk bij enkele touringcarbedrijven. Ook in Nederland komen er enkele exemplaren voor bij onder andere BBA Tours.
| Bedrijf                | Serie     | Aantal    | Inzet                                  | Opmerking                  |
| Frankrijk              | Frankrijk | Frankrijk | Frankrijk                              | Frankrijk                  |
| ---------------------- | --------- | --------- | -------------------------------------- | -------------------------- |
| CTS                    | 112       | 1         | Schoolvervoer Straatsburg              |                            |
| Italië                 |           |           |                                        |                            |
| Lang Reisen            | DP 569 RY | 1         | Tourvervoer                            |                            |
| Luxemburg              |           |           |                                        |                            |
| Autocars Emile Frisch  | EF1219    | 1         | Luxemburg                              |                            |
| Demy Cars              | ??        | 1         | Luxemburg                              |                            |
| E. Frisch              | EF1200    | 1         | Luxemburg                              |                            |
| Voyages Bollig         | VB7740    | 1         | Luxemburg                              |                            |
| Voyages Josy Clement   | JC6000    | 1         | Luxemburg                              |                            |
| Voyages Sales-Lentz    | SL3332    | 1         | Luxemburg                              |                            |
| Voyages Sales-Lentz    | SL3334    | 1         | Luxemburg                              |                            |
| Voyages Stephany       | VS3021    | 1         | Luxemburg                              |                            |
| Voyages Unsen          | VU4031    | 1         | Luxemburg                              |                            |
| Nederland              |           |           |                                        |                            |
| BBA Tours              | 168       | 1         | Tourvervoer                            |                            |
| Oad Reizen             | 040       | 1         | Tourvervoer/versterkingsritten         |                            |
| Oad Reizen             | 741-750   | 10        | Tourvervoer/versterkingsritten         |                            |
| Oostenrijk             | 161       | 1         | Tourvervoer                            |                            |
| Oostenrijk             | 195       | 1         | Tourvervoer                            |                            |
| Pouw Vervoer           | 8         | 1         | Tourvervoer/versterkingsritten         |                            |
| Pouw Vervoer           | 26        | 1         | Tourvervoer/versterkingsritten         |                            |
| PvdA                   | ??        | 1         | Campagnebus                            |                            |
| Snelle Vliet           | 350       | 1         | Drechtsteden, Molenlanden en Gorinchem |                            |
| TCR                    | 407       | 1         | Tourvervoer                            |                            |
| TCR                    | 416-418   | 3         | Tourvervoer                            |                            |
| TCR                    | 438-439   | 2         | Tourvervoer                            |                            |
| TCR                    | 453-455   | 3         | Tourvervoer                            | 455 is niet meer in dienst |
| Van Driel              | BV-ZG-95  | 1         | Tourvervoer                            |                            |
| Van Fraassen Traveling | 455       | 1         | Tourvervoer                            |                            |
| Van Gerwen Reizen      | ??        | 1         | Tourvervoer                            |                            |
| Verenigd Koninkrijk    |           |           |                                        |                            |
| Empress of Hastings    | JAZ 1066  | 1         | Tourvervoer                            |                            |

## Verwante modellen
- Sprinter Mobility, ingericht voor personen in een rolstoel of scootmobiel
- Sprinter City, een lagevloer(stads)bus
- Sprinter Transfer, een taxi-/buurtbus

## Externe links

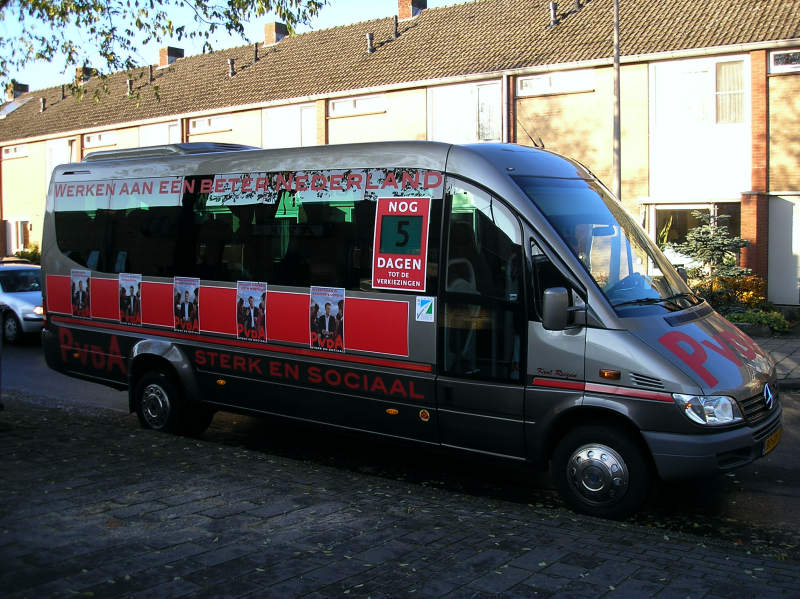
PvdA bus
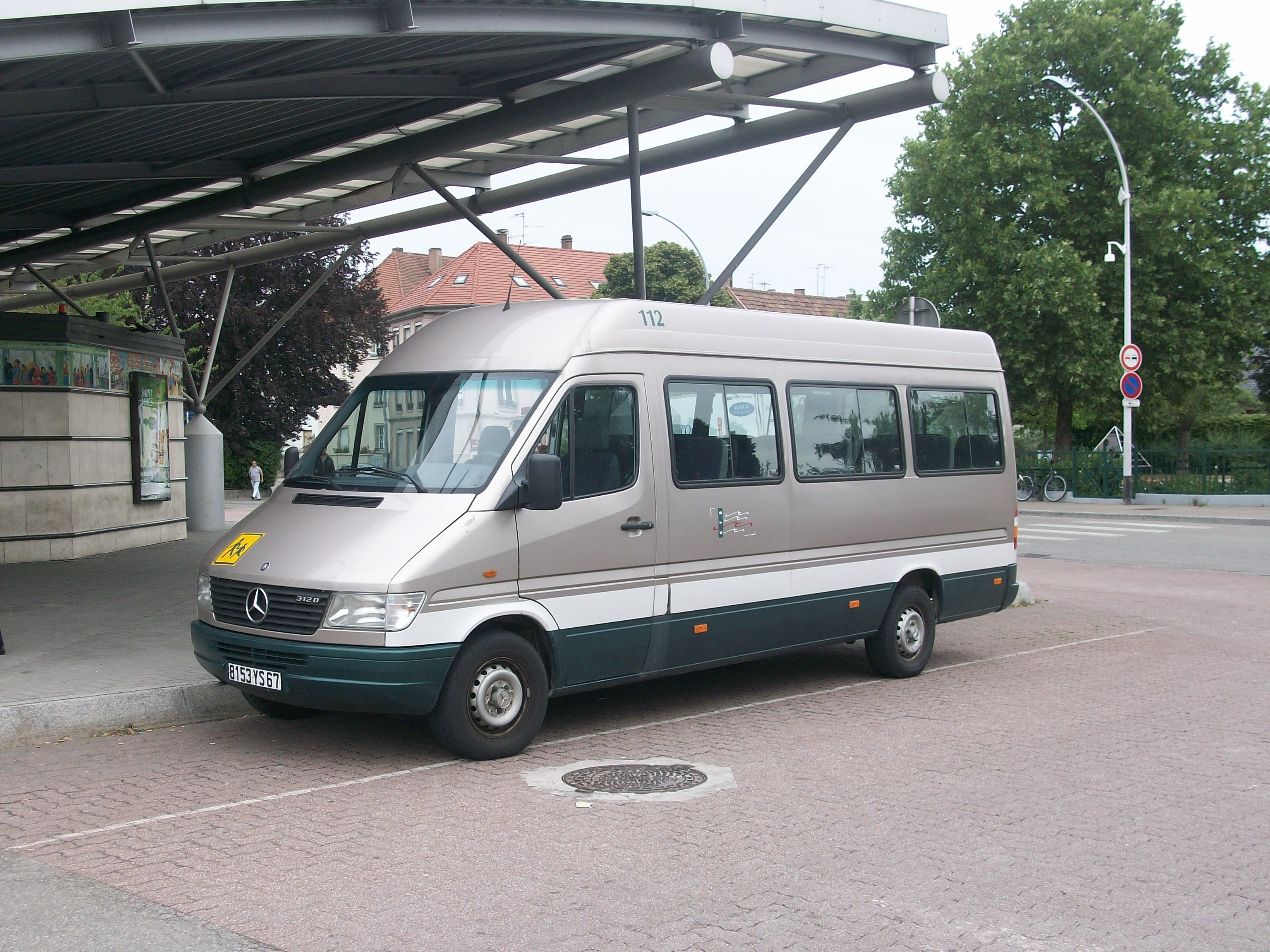
Sprinter Travel van CTS
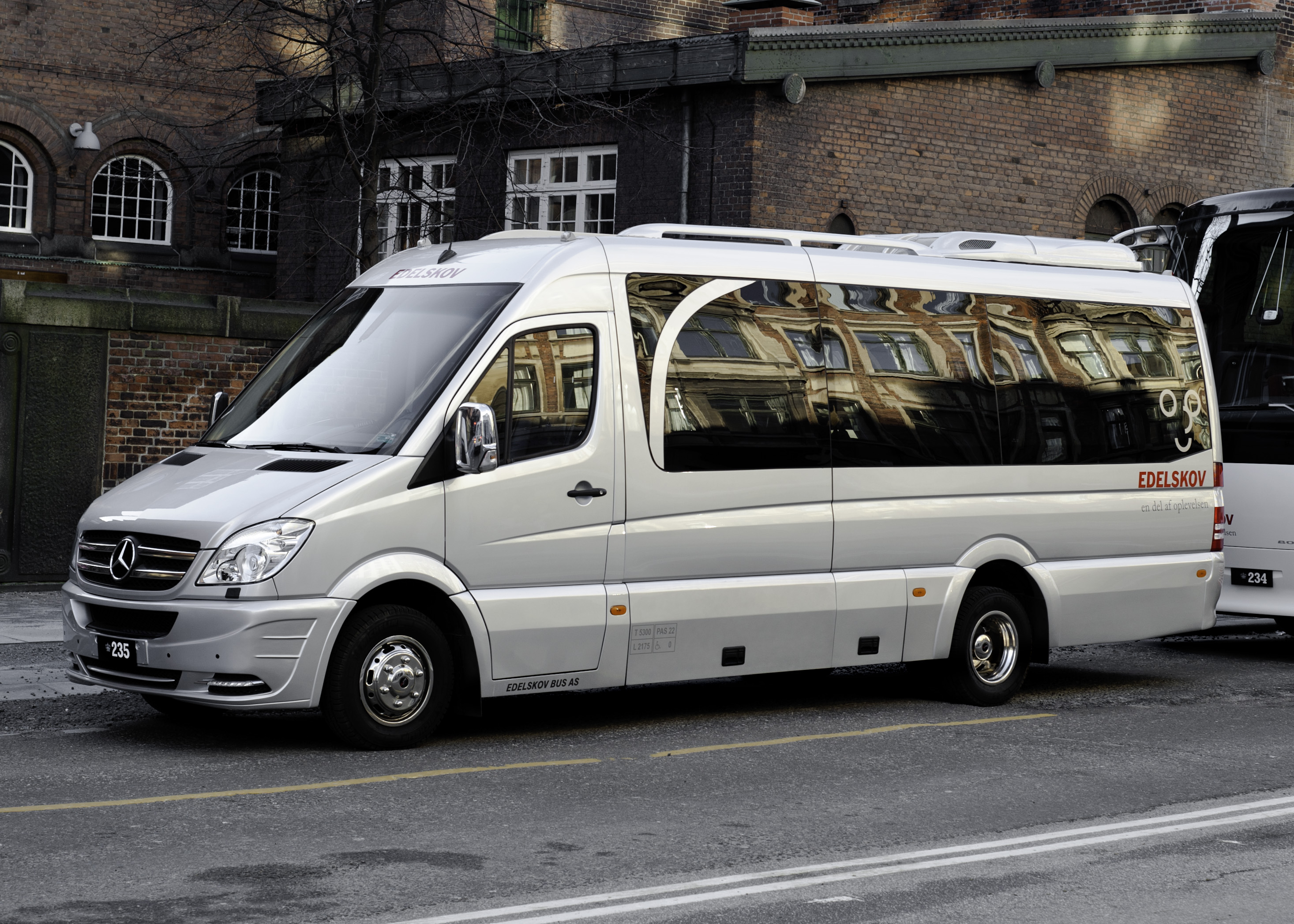
Sprinter Travel 65